# 前544年
| 千纪： | 前1千纪 |
| 世纪： | 前7世纪 \| 前6世纪 \| 前5世纪 |
| 年代： | 前570年代 \| 前560年代 \| 前550年代 \| 前540年代 \| 前530年代 \| 前520年代 \| 前510年代 |
| 年份： | 前549年 \| 前548年 \| 前547年 \| 前546年 \| 前545年 \| 前544年 \| 前543年 \| 前542年 \| 前541年 \| 前540年 \| 前539年                                                                                |
| 纪年： | 周景王元年 魯襄公二十九年 齐景公四年 晋平公十四年 秦景公三十三年 宋平公三十二年 楚郏敖元年 卫献公后三年 陈哀公二十五年 蔡景侯四十八年 曹武公十一年 郑简公二十二年 燕惠公元年 吴王余祭四年 杞文公六年 |

## 大事記
- 吳國的公子季札到鄭國聘問，與子產一見如故。

## 出生
- 冉耕，冉氏，字伯牛，孔門十哲之一。

## 逝世
- 五月，餘祭（春秋吳國第二十一任君王）
- 衛獻公姬衎。